# Dolní Podluží
Dolní Podluží är en ort i Tjeckien.   Den ligger i regionen Ústí nad Labem, i den norra delen av landet, 90 km norr om huvudstaden Prag. Dolní Podluží ligger 392 meter över havet och antalet invånare är 1 199.
Terrängen runt Dolní Podluží är kuperad söderut, men norrut är den platt. Runt Dolní Podluží är det ganska tätbefolkat, med 120 invånare per kvadratkilometer. Närmaste större samhälle är Varnsdorf, 3,9 km norr om Dolní Podluží. Omgivningarna runt Dolní Podluží är en mosaik av jordbruksmark och naturlig växtlighet.